# Голям протоптер
Protopterus aethiopicus е вид африканска двойнодишаща риба от семейство Protopteridae. Геномът на рибата притежама 133 милиарда базови двойки. Това я прави гръбначното животно с най-голям известен геном и на трето място сред организмите на Земята – след Polychaos dubium и Paris japonica, съответно с 670 милиарда и 150 милиарда базови двойки.

## Морфологични особености
Видът е с гладко издължено тяло с цилиндрични люспи. Опашката е много дълга и се стеснява в края. На дължина достигат до 200 cm. Гръдната и тазовата перки са много дълги и тънки като наподобяват на спагети. Новоизлюпените малки са разклонени външни хриле, които наподобяват на тези при поповите лъжички. След 2 – 3 месеца рибките се трансформират, чрез метаморфоза във възрастни форми като загубват външните си хриле и придобиват хрилни цепнатини. Тези риби имат жълтеникав, сив или розов цвят с тъмносиви мраморирани петна. Наподобява на окраската на леопард. Цветът на тялото е по-тъмен в горната част на тялото и изсветлява към корема.

## Подвидове
- P. a. aethiopicus
- P. a. congicus
- P. a. mesmaekersi

## Разпространение
Protopterus aethiopicus е разпространена в Танзания, ДР Конго, Кения, Уганда и Судан. Среща се основно в расейна на река Нил и големите рифтови езера – Алберт, Едуард, Танганика, Виктория, Но и Кьога..